# 무함마드 아민 비이
무함마드 아민 비이(러시아어: Мухаммад Амин-инак, 1730년~1790년)은 우즈베크족의 첫 번째 통치자이자 1763년부터 1790년까지 히바 칸국을 다스린 43대 히바 칸국의 칸이다.

## 일생

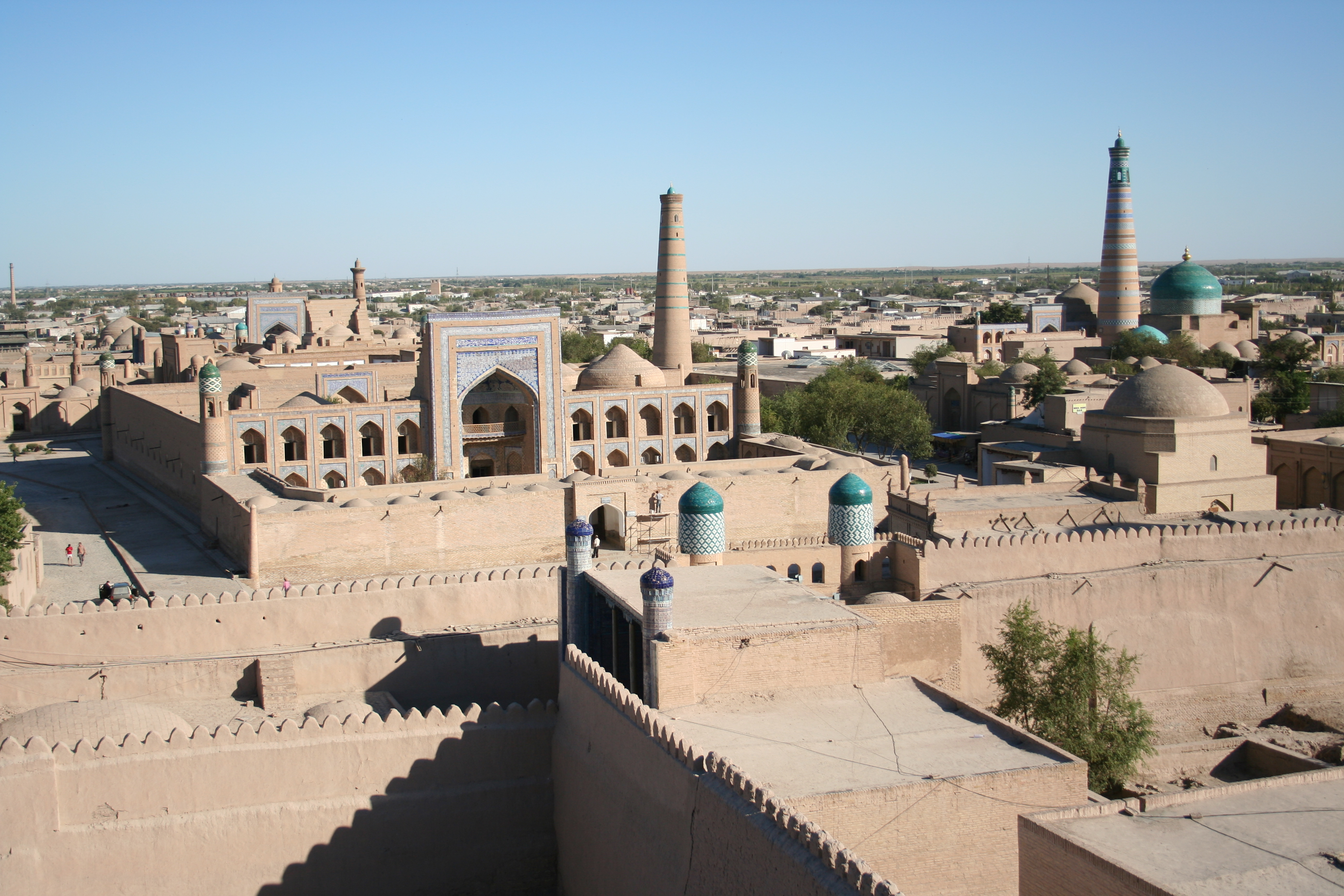
히바의 이찬 칼라.

17~18세기 히바 칸국의 주요 정치 세력은 우즈베크인이었으며, 그 중 쿵그라트, 나이만스, 키야토, 망후드, 누쿠즈, 캉글리, 킵차크가 있었다. 18세기 후반에는 이들 부족 끼리의 권력투쟁 이후 우즈베크조의 쿵그라트인이 권력을 잡는데 성공했다.
1763년 우즈베크의 쿵그라트족이 권력을 잡은 이후 무함마드 아민이 히바 칸국의 통치자가 되었다.
무함마드 아민은 18세기 대위기 이후 국가 경제 재건 정책을 펼쳤다. 그의 통치 기간 동안 화레즘에 대한 대규모 관개 공사를 시작했다. 국내 정책의 어려움으로 인해 초기에는 매우 큰 어려움을 겪었지만 결국 나라가 상대적으로 안정하고 평화로운 시기로 접어들게 했다. 역사학자인 아가키에 따르면, 무함마드 아민은 카라팔락족의 대부족에 살고 있었다고 한다.
그는 1782년 부하라 토후국의 침입과 1770년 우즈베크 유목민족의 침입을 성공적으로 막았다.
무함마드 아민의 명령으로, 히바에는 이찬 칼라의 건설이 시작되었으며, 1788년부터 1789년까지 5개의 사원을 건설했다.

## 죽음
무함마드 아민은 1790년 4월 14일에 사망했다. 그가 사망한 이후 히바 칸국의 칸은 그의 아들인 아와즈 이나크가 이어받게 되었다.

## 참고 문헌
- (러시아어) Гулямов Я. Г., История орошения Хорезма с древнейших времен до наших дней. Ташкент. 1957
- (러시아어) История Узбекской ССР. Том 1. Ответственный редактор Я. Г. Гулямов. Ташкент, 1967.
- (러시아어) История Узбекистана. Т.3. Т.,1993.

| 전임 볼라칸 칸 | 제43대 히바 칸국의 칸 1763년 ~ 1790년 | 후임 아와즈 이나크 |